# Прогон хришћана
Прогони хришћана представљају прогоне особа, чији је главни мотив њихова хришћанска вера, односно физичке радње — било од стране државе или појединаца — који у свом корену имају нетолеранцију према хришћанству као религији.
Јудаизам се са прогонима сусретало од својих самих почетака, па су тако рани хришћани у 1. веку били жртве прогона од стране Јевреја из чије је религије настало хришћанство, а потом  и од Римљана. Прогони су се наставили све до почетка 4. века када је хришћанство легализовано одлуком цара Константина Великог.
Хришћански мисионари и новокрштени су затим, настојећи да прошире хришћанство на нова подручја, често били предмет прогона, а често постајали и мученици. Подела хришћанства на међусобно супротстављене деноминације је, пак, довела до тога да хришћани постану мета прогона од стране других хришћана, а за што бројне примере пружају Крсташки ратови и Реформација у 16. веку.
У 20. веку су хришћани били прогоњени у комунистичким, односно службено атеистичким државама као што је СССР и др. земље источног блока. Такође су дан-данас прогоњени од стране радикалних муслимана и хиндуса у многим државама Азије.

## Историја

### У Римском царству
Први прогон хришћана који се помиње у писаној документацији је прогон од стране цара Нерона у Риму 64. године. Тацит у својим Аналима (XV. 44) наводи да „на хришћане није тада предузета хајка због вере, него због тобожњег злочина“. Радило се о великом пожару који је сам Нерон подметнуо да би за то дело опружио хришћане. Хришћани су извођени у циркусу пред звери, замотавани су у кучине и катран и паљени као буктиње или као приказивачи у митолошким представама. Са хришћанима је тако нечовечно поступано да их је почео жалити и народ који их није подржавао. Том приликом су погинули апостоли Петар и Павле.
За време владавине цара Трајана (98.-117.) власти разликују хришћане од Јевреја и сматрају и саму њихову веру за преступ против реда у држави. Када је Трајан (99. г.) издао свој Закон против хетерија — тајних удружења, почео је Плиније Млађи, намесник у Витинији, да тај закон примењује и на хришћанску цркву као тајно друштво. Како је у Витинији било врло много хришћана, Плиније, да се не би у кажњавању пребацио, пошаље Трајану извештај о свом дотадашњем поступању и затражи даља упутства. Из његовог писма се види да је хришћане кажњавао смрћу, ако нису хтели да се на три позива одрекну своје вере. Даље, сматрао је за довољан доказ да неко није хришћанин ако је у судници принео жртву пред владаревим ликом и ако је хулио на Христа. Осим тога каже да је мучио две девојке, не би ли од њих дознао праву истину о хришћанима, али није нашао ништа осим претераног празноверја. При крају се тужи да се „та зараза" раширила не само по градовима, него и по селима и да има хришћана у свим сталежима.
Трајан је на то писмо издао кратко и јасно упутство којим је ублажио за хришћане свој Закон о хетеријама. Наредио је да хришћане не треба нарочито тражити; ко је тужен да је хришћанин и то му се докаже, нека се казни; тужбе без потписа не треба примати; ко принесе жртву, да му буде просто, иначе да се погуби. Тога упутства су се власти држале до 3. века. У овом гоњењу изведен је у Колосеуму пред звери Игњатије Богоносац, епископ антиохијски, а Климент римски је прогнан у Херзон на Криму.
Цар Деције Трајан (249-251) је гонио хришћане као нико дотле. Његово гоњење јесте прво смишљено и опште гоњење. Издао је 250. године наредбу властима да позову на жртвовање сваког појединог хришћанина као и оне који су сумњиви да су хришћани. Упорни да се муче глађу и жеђу и затим да се убијају, а онима који побегну да се одузме имање. Његова наредба је заиста савесно испуњавана и по градовима и по селима, о чему сведоче неких двадесет очуваних записника.
Децијевим наследник цар Валеријан наставио је Децијева гоњења. Валеријан је убијао најчешће чланове јерархије, хришћане из виших сталежа и царске чиновнике. Забранио је под смртном казном скупове на гробљима и по катакомбама. У том гоњењу је погинуо Кипријан, епископ картагински.
Последње гоњење хришћана које је обухватило читаво Римско царство отпочело је за владе цара Диоклецијана (284-305). У том гоњењу је коначно решена борба државе са хришћанима. Први едикт против хришћана издао је Диоклецијан 303. године. Наредио је да се до темеља поруше хришћански храмови. Први је пао у престоници Никомидији. Даље је наредио да се покупе и спале хришћанске књиге које су и дотле потпадале под Закон о врачарским књигама; да се отпусте из службе чиновници хришћани, грађани да изгубе своја грађанска права, а робови и наду на ослобођење; у истрази да се сви без разлике бацају на муке. Војску је чистио од хришћана цезар Галерије. Свеопште прогањање је почело тек на четврти едикт 304. године. Захватило је скоро целу државу. Читава места и насеља су опустошена, а становници посечени. Када је 305. године Диоклецијан сишао са престола и Галерије постао владар, отпочео је на истоку опет прави покољ хришћана. Тако је трајало четири године.
За време Диоклецијаново погубљен је војни трибун свети Георгије. У Сирмијуму, који је био и престоница Диоклецијанова, погинуо је млади епископ Иринеј. Ту је удављено и пет фрушкогорских каменорезаца, који нису хтели да исклешу цару кип једног бога, и још 40 мученика.
Тацит и Суетониј, историчари царског двора, који су потпуно презирали хришћане, помињу ту групу превасходно као мету званичног прогона. У описивању Нероновог живота, Суетониј каже »да су кажњени хришћани, класа људи посвећена новом и штетном сујеверју«. Тацит додаје својим опаскама о пожару у Риму:
 Прво су били ухапшени они припадници секте који су признали; затим, после њиховог признања, велики је број био осуђен, не толико због подметања пожара колико због мржње према људском роду. А крај им је пропраћен поругом: покрили су их кожом дивљих звери и растргли су их пси; или су били причвршћени на крстове, и кад се спустио мрак запаљени су да послуже као буктиње. Нерон је уступио своје вртове за ту представу ...
Тацит тумачи Нероново понашање као његову потребу за жртвеним јарцем. Хришћанска група имала је сва обележја завере. Пре свега, били су следбеници човека оптуженог за магију, који је због магије и издаје погубљен; друго, били су »атеисти«, који су одбацивали као »демоне« богове заштитнике благостања римске државе — чак и геније (божански дух) самог цара; треће, припадали су илегалном друштву. Поред ових дела које је полиција могла да потврди, ширили су се гласови да њихова тајност крије зверства: њихови непријатељи су говорили да у њихов ритуал спада једење људског меса и пијење људске крви, пракса за коју су обично оптуживани мађионичари.
Иако у то време ниједан закон није посебно забрањивао прелазак у хришћанство, од сваког судије који је чуо да је неко оптужен за прелазак у хришћанство захтевало се да изврши истрагу. Не знајући како да поступа у таквим случајевима, Плиније, гувернер Битиније (провинција у Малој Азији), писао је (око 112. године) цару Трајан у, захтевајући разјашњење:
 Обичај ми је, царе господаре, да поднесем теби сва питања где нисам сигуран како да поступим. Ко ће ми боље показати пут ...? Нисам никад учествовао у истрагама о хришћанима; стога не знам који се злочин обично кажњава и истражује, а шта се допушта ... у међувремену, овако сам поступио са онима које су ми оптужили као хришћане. Питао сам их да ли су хришћани, и питао сам их по други и по трећи пут, уз претњу казне. Ако нису попуштали, наређивао сам да се одведу и погубе, јер нисам нимало сумњао да, без обзира шта су, заслужују да буду кажњени због тврдоглавости и непоколебљиве упорности ... Као што сам сматрао да је право да пустим оне који су рекли да нису хришћани нити да су икада били, након што би очитали молитву боговима по мом упутству, и принели вино и палили мирисе твом кипу који сам наредио да донесу у суд у ту сврху и, штавише, проклињали су Христа — што ниједног (тако кажу) правог хришћанина не можеш натерати да чини.
Трајан је одговорио одобравајући Плинијев поступак у тој ствари:
 Мој драги Секунде, твој поступак је исправан у испитивању случајева оних који су оптужени код тебе као хришћани, јер заиста ништа се не може поставити као опште правило које би садржало нешто као утврђени облик поступка. Њих не треба тражити; али ако су оптужени и осуђени, морају бити кажњени — али свако ко порекне да је хришћанин и то потврди делом, као на пример молитвом нашим боговима, добиће опроштај због свог кајања, без обзира на то колико је било сумњиво његово понашање у прошлости.
Али Трајан је саветовао Плинију да не прихвата анонимне оптужбе, »јер оне су лош пример и недостојне су нашег времена«. Плиније и Трајан су се сложили да свако ко одбије гест лојалности боговима мора да сакрива озбиљне злочине, нарочито стога што је казна за одбијање била непосредно погубљење.